# 伊利科維齊
50°31′19″N 24°18′47″E / 50.52194°N 24.31306°E
伊利科維齊（烏克蘭語：Ільковичі），是烏克蘭西部的村莊，隸屬利維夫州的舍普季茨基區。該村面積1.09平方公里，海拔高度199米，2001年人口623，人口密度每平方公里573.66人。